# Talud-tablero

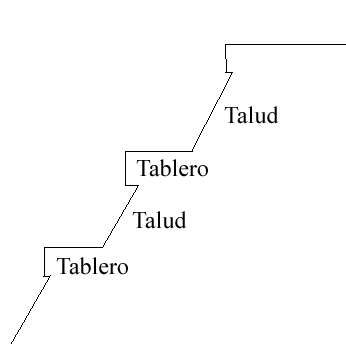
El estilo talud-tablero teotihuacano básico, presente también en las pirámides mesoamericanas.

Talud-tablero es el nombre de un estilo arquitectónico mesoamericano, empleado a menudo en la construcción de pirámides. Se encuentra en muchas ciudades y culturas, sobre todo asociado con la cultura teotihuacana, en México central, donde apareció primero, siendo el estilo dominante. Este consiste en la colocación sucesiva de una plataforma, o tablero, sobre la cima de un muro pétreo inclinado con forma de talud.

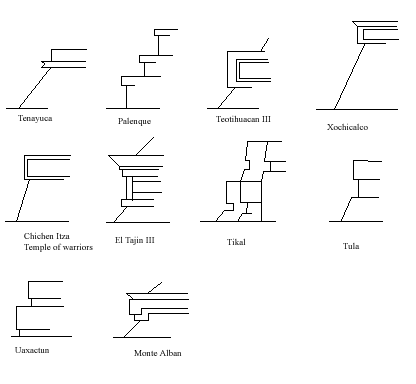
Diferentes variedades del estilo talud-tablero usado en algunas culturas mesoamericanas.

En todas partes de Mesoamérica surgieron muchas variantes diferentes del estilo talud-tablero, desarrolladas y manifestadas de manera diferente en estas culturas. En algunos casos, como la ciudad Maya de Tikal, la introducción de la arquitectura de talud-tablero durante el período Clásico temprano se corresponde con el contacto directo con Teotihuacán y la dominación o incluso la posible conquista. Sin embargo, la forma de contacto por la que se difundió este estilo a otras ciudades apenas está documentada.

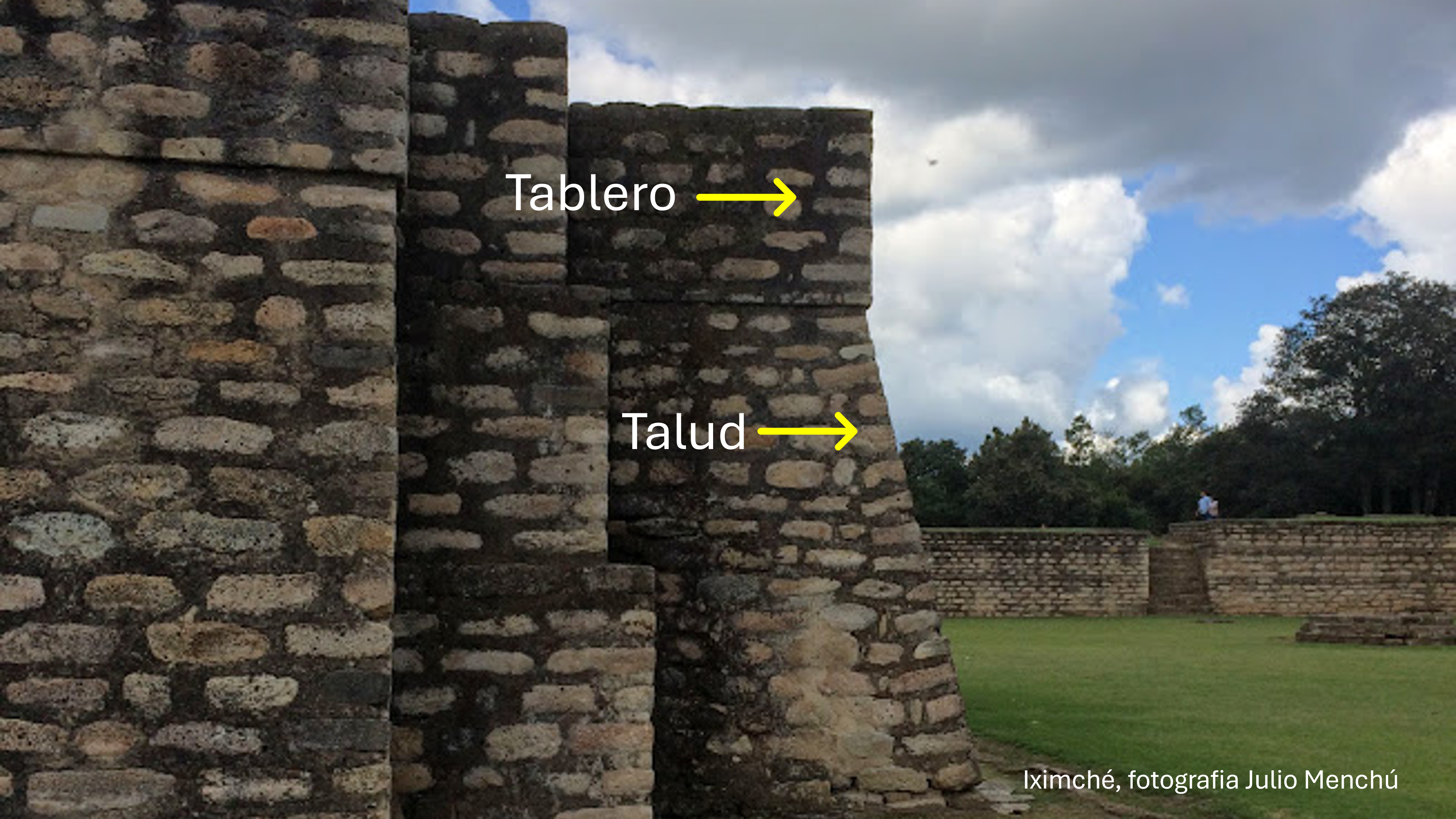
Talud tablero en Iximché. Tecpán, Chimaltenango. Guatemala